# Biel Ribas
Gabriel Ribas Ródenas, meglio noto come Biel Ribas (Palma di Maiorca, 2 dicembre 1985), è un calciatore spagnolo, portiere svincolato.

## Carriera

### Nazionale
Ha partecipato con la nazionale spagnola Under-20 ai Mondiali Under-20 2005 nei Paesi Bassi.

## Palmarès

### Nazionale
- Campionato d'Europa Under-19: 1

2004